# Secrets of Rætikon
Secrets of Rætikon est un jeu vidéo d'action-aventure développé et édité par Broken Rules, sorti en 2014  sur Windows, Mac et Linux.

## Accueil
- Eurogamer : 6/10[1]
- Joystiq : 2,5/5[2]